# Distretto di Nkasi
Il distretto di Nkasi è uno dei 4 distretti della regione del Rukwa in Tanzania. Confina a nord con il distretto di Mpanda, a est con il distretto urbano di Sumbawanga, a sud con il distretto rurale di Sumbawanga e a ovest con il lago Tanganica.
Secondo il censimento nazionale della Tanzania del 2002, gli abitanti del distretto di Nkasi erano 208.497.

## Circoscrizioni
Il distretto di Nkasi è diviso amministrativamente in 17 circoscrizioni:
- Chala
- Isale
- Kabwe
- Kala
- Kate
- Kipande
- Kipili
- Kirando
- Korongwe
- Mkwamba
- Mtenga
- Namanyere
- Ninde
- Nkandasi
- Nkomolo
- Sintali
- Wampembe